# Eleccions legislatives neerlandeses de 1971
Les eleccions legislatives neerlandeses de 1971 se celebraren el 28 d'abril de 1971, per a renovar els 150 membres de la Tweede Kamer. Es formà un govern de coalició entre el Partit Popular Catòlic, el Partit Antirevolucionari i la Unió Cristiana Històrica presidit primer per Piet de Jong i després per Barend Biesheuvel que va caure el 1972.

## Resultats
| ← Eleccions legislatives neerlandeses, 1971 → |                                                       |           |      |        |  |
| Partit                                        | Partit                                                | Vots      | %    | Escons |  |
|                                               | Partit del Treball (PvdA)                             | 1.554.280 | 24,6 | 39     |  |
|                                               | Partit Popular Catòlic (KVP)                          | 1.379.672 | 21,8 | 35     |  |
|                                               | Partit Popular per la Llibertat i la Democràcia (VVD) | 653.370   | 10,4 | 16     |  |
|                                               | Partit Antirevolucionari (ARP)                        | 542.742   | 8,6  | 13     |  |
|                                               | Demòcrates 66 (D66)                                   | 428.067   | 6,8  | 11     |  |
|                                               | Unió Cristiana Històrica (CHU)                        | 399.106   | 6,3  | 10     |  |
|                                               | Democratisch-Socialisten 70 (BP)                      | 336.719   | 5,3  | 8      |  |
|                                               | Partit Comunista dels Països Baixos (KPN)             | 246.569   | 3,9  | 6      |  |
|                                               | Partit Polític Reformat (SGP)                         | 148.192   | 2,4  | 3      |  |
|                                               | Partit Polític dels Radicals (PPR)                    | 116.049   | 1,8  | 2      |  |
|                                               | Unió Política Reformada (GPV)                         | 101.740   | 1,6  | 2      |  |
|                                               | Partit Nou Mitjà (NMP)                                | 95.706    | 1,5  | 2      |  |
|                                               | Partit Socialista Pacifista (PSP)                     | 90.738    | 1,4  | 2      |  |
|                                               | Boerenpartij (BP)                                     | 69.656    | 1,1  | 1      |  |
| Total                                         | Total                                                 | 6.364.719 | 79,1 | 150    |  |
|                                               |                                                       |           |      |        |  |